# Onthophagus fossidorsis
Onthophagus fossidorsis là một loài bọ cánh cứng trong họ Bọ hung (Scarabaeidae).